# Võro
Cet article concerne la langue võro. Pour le peuple võro, voir Võros. Pour les autres significations, voir Voro.
Le võro (ou voro, võro-seto, voru, võru) appartient à la branche fennique de la famille des langues ouraliennes, il est considéré comme une variante de l'estonien. Il compte environ 87 000 locuteurs en 2011, situés dans les comtés de Põlva, de Tartu, de Valga et de Võru. Il s'écrit au moyen de l'alphabet latin.

## Évolution récente
La base de données linguistiques Ethnologue note un basculement rapide des populations vers l'estonien, bien que des professeurs, des politiciens, des poètes, des géographes et des administrateurs tentent d'en développer l'usage et de le faire revivre. Selon elle, peu d'enfants le parlent et ses locuteurs sont pour la plupart des personnes âgées vivant dans des régions rurales.

## Différences entre le võro et l'estonien
L'harmonie vocalique, qui n'existe pas dans la majorité des dialectes estoniens du nord, constitue une particularité significative du võro par rapport à l'estonien standard :
| Estonien | Võro     | Signification   |
| -------- | -------- | --------------- |
| küla     | külä     | village         |
| küsinud  | küsünüq  | (a été) demandé |
| hõbedane | hõbõhõnõ | (fait d')argent |

Certaines caractéristiques morphologiques du võro sont considérées comme très anciennes. Par exemple, la 3e personne du singulier de l'indicatif, soit ne prend pas de terminaison, soit prend une terminaison en -s selon le cas. Parmi les langues fenniques, seules les langues estoniennes méridionales et les langues caréliennes présentent cette particularité.
| Estonien | Võro    | Signification |
| -------- | ------- | ------------- |
| kirjutab | kirotas | il écrit      |
| annab    | and     | il donne      |

Le võro possède une particule négative qui s'ajoute à la fin du verbe, alors que l'estonien standard utilise un verbe négatif qui précède le verbe. L'estonien standard utilise le verbe négatif ei pour exprimer la négation aussi bien au présent qu'au passé, alors que le võro utilise des particules différentes selon le cas :
| Estonien     | Võro         | Signification       |
| ------------ | ------------ | ------------------- |
| sa ei anna   | saq anna-aiq | Tu ne donnes pas    |
| ma ei tule   | maq tulõ-õiq | Je ne viens pas     |
| sa ei andnud | saq anna-as  | Tu n'as pas donné   |
| ma ei tulnud | maq tulõ-õs  | Je ne suis pas venu |

On peut facilement mettre en évidence des différences de vocabulaire entre l'estonien et le võro dans la conversation courante ; malgré tout un Estonien est normalement en mesure de comprendre presque tous les mots courants du võro, car beaucoup d'eux existent en estonien standard en tant que synonymes dialectaux ou appartenant à la langue littéraire :
| Estonien | Võro      | Terme littéraire estonien (dialectal) | Signification |
| -------- | --------- | ------------------------------------- | ------------- |
| punane   | verrev    | verev                                 | rouge         |
| soe      | lämmi     | lämmi, lämbe                          | chaud         |
| jahe     | oigõ      | -                                     | froid         |
| õde      | sõsar     | sõsar                                 | sœur          |
| uus      | vahtsõnõ  | vastne                                | nouveau       |
| koer     | pini      | peni                                  | chien         |
| pöial    | päss      | -                                     | pouce         |
| pesema   | mõskma    | mõskma                                | laver         |
| tänavu   | timahavva | -                                     | cette année   |
| hunt     | susi      | susi                                  | loup          |
| mäger    | kähr      | -                                     | blaireau      |
| laupäev  | puulpäiv  | -                                     | samedi        |
| surema   | kuulma    | koolma                                | mourir        |
| sõstar   | hõrak     | -                                     | groseille     |
| kask     | kõiv      | kõiv                                  | bouleau       |
| nutma    | ikma      | itkema                                | pleurer       |
| märkama  | rõbahtama | -                                     | remarquer     |

## Écriture
| A a | B b | C c | D d | E e | G g | H h | I i | J j | K k | L l | M m | N n | O o |
| P p | Q q | R r | S s | T t | U u | V v | Õ õ | Ä ä | Ö ö | Ü ü | Y y | ʼ   |     |

L’écriture du võro est relativement récente et il n’y a pas d’orthographe officielle.
La palatalisation est représentée avec l’apostrophe ou des signes similaires comme l’accent aigu, par exemple : ‹ pallʼo ›, ‹ palĺo ›, ‹ pallˊo › pour « plusieurs ».
Le coup de glotte est représenté par la lettre q mais est omis par certains auteurs, par exemple : ‹ poisiq ›, ‹ poisi › pour « garçon ».